# Acanthemblemaria balanorum
Acanthemblemaria balanorum es una especie de pez del género Acanthemblemaria, familia Chaenopsidae. Fue descrita científicamente por Brock en 1940.
Se distribuye por el Pacífico Central Oriental: golfo de California. La longitud total (TL) es de 5,2  centímetros. Habita en arrecifes rocosos y se alimenta de zooplancton. Puede alcanzar los 5 metros de profundidad.
Está clasificada como una especie marina inofensiva para el ser humano.